# Воєнні злочини під час громадянської війни в Судані (з 2023)
Громадянська війна в Судані, яка почалася 15 квітня 2023 року, стала причиною масових воєнних злочинів, скоєних як Збройними силами Судану (ЗСС), так і Силами швидкого реагування (СШР). Human Rights Watch та уряди Великої Британії і Сполучених Штатів визнали ЗСС винними за вчинення етнічних чисток та злочинів проти людства.

## Передумови та втрати
Громадянська війна між двома основними ворогуючими фракціями військового уряду Судану, Збройними силами Судану (ЗСС) під керівництвом Абделя Фаттаха аль-Бурхана та воєнізованими Силами швидкого реагування (СШР) та їх союзниками (разом коаліцією Джанджавід) під керівництвом їх лідера Мухаммеда Хамдан Дагало, розпочався під час Рамадану 15 квітня 2023 року. Три другорядні (нейтральні) фракції також брали участь у бойових діях: Об’єднані сили оборони Дарфура, Визвольний рух Судану (аль-Нур) під керівництвом Абдула Вахіда ан-Нура, і Народний визвольний рух Судану (північне крило) під керівництвом Абделазіза аль-Хілу. Бойові дії були зосереджені навколо столиці Судану міста Хартум та регіону Дарфур. Станом на 14 листопада 2024 року лише в одному штаті Хартум було вбито щонайменше 61 000 людей, з яких 26 000 були прямим наслідком насильства. Станом на 5 липня 2024 року понад 7,7 мільйона були внутрішньо переміщеними особами, а ще понад 2,1 мільйона втекли з країни як біженці. Багато мирних жителів у Дарфурі загинули під час різанини в Масаліті.

## Інциденти з масовими жертвами

### Напади на лікарні
У конфлікті в Судані обидві сторони потенційно скоїли військові злочини проти медичних закладів і персоналу, про що свідчить дослідження BBC News Arabic. Авіаційні бомбардування та артилерійський вогонь були націлені на лікарні, коли пацієнти були всередині, а медичний персонал був обраний для атак, і все це є потенційними військовими злочинами. Більшість лікарень у Хартумі закрилися через тижні бойових дій, що вплинуло на доступ мирних жителів до медичної допомоги. Супутникові дані, обширний аналіз контенту, створений користувачами, і свідчення лікарів підтверджують руйнівний вплив на заклади охорони здоров’я.
Всесвітня організація охорони здоров'я засудила ці напади як явні порушення міжнародного гуманітарного права та вимагала негайного припинення. 

## Сексуальне насильство
Жінки та дівчата віком від 12 років зазнавали сексуального насильства, включаючи зґвалтування та сексуальне рабство. ЗСС та арабські ополченці вчиняли сексуальне насильство проти суданок, іноземок, і особливо проти масаліток та неарабських представниць жіночої статі. Експерти ООН стверджують, що зґвалтування використовували як «інструмент для покарання та тероризування громад».